# Terre-de-Haut
Terre-de-Haut é uma comuna francesa, situada no departementoa de Guadalupe. Conta com mais de 1 838 habitantes. Esta situada na Ilha de Terre-de-Haut.